# KTタンストール
ケイト・ヴィクトリア・タンストール（英語: Kate Victoria Tunstall、1975年6月23日 - ）は、KTタンストール（英語: KT Tunstall）の名で知られるスコットランドのシンガーソングライター。
ループ・ペダルを踏みながらの一人での多重演奏や、バンド演奏など多様なスタイルでのパフォーマンスを特徴とする。

## 来歴

### 生い立ち
スコットランド首都エディンバラ生まれ。実父はアイルランド人、実母はスコットランド人と中国人のハーフ。生後間もなく養子に出され、物理学者の義父と教師の義母の下で、ファイフ州セント・アンドルーズで育った。
4歳よりピアノを弾き始め、後に他の楽器の演奏についても学んだ。
高校時代にはコネチカット州・ケントのケント・スクールに留学していたこともある。1996年にロイヤル・ホロウェイで学士を取得し、2011年には名誉学位を取得した。

### 音楽活動

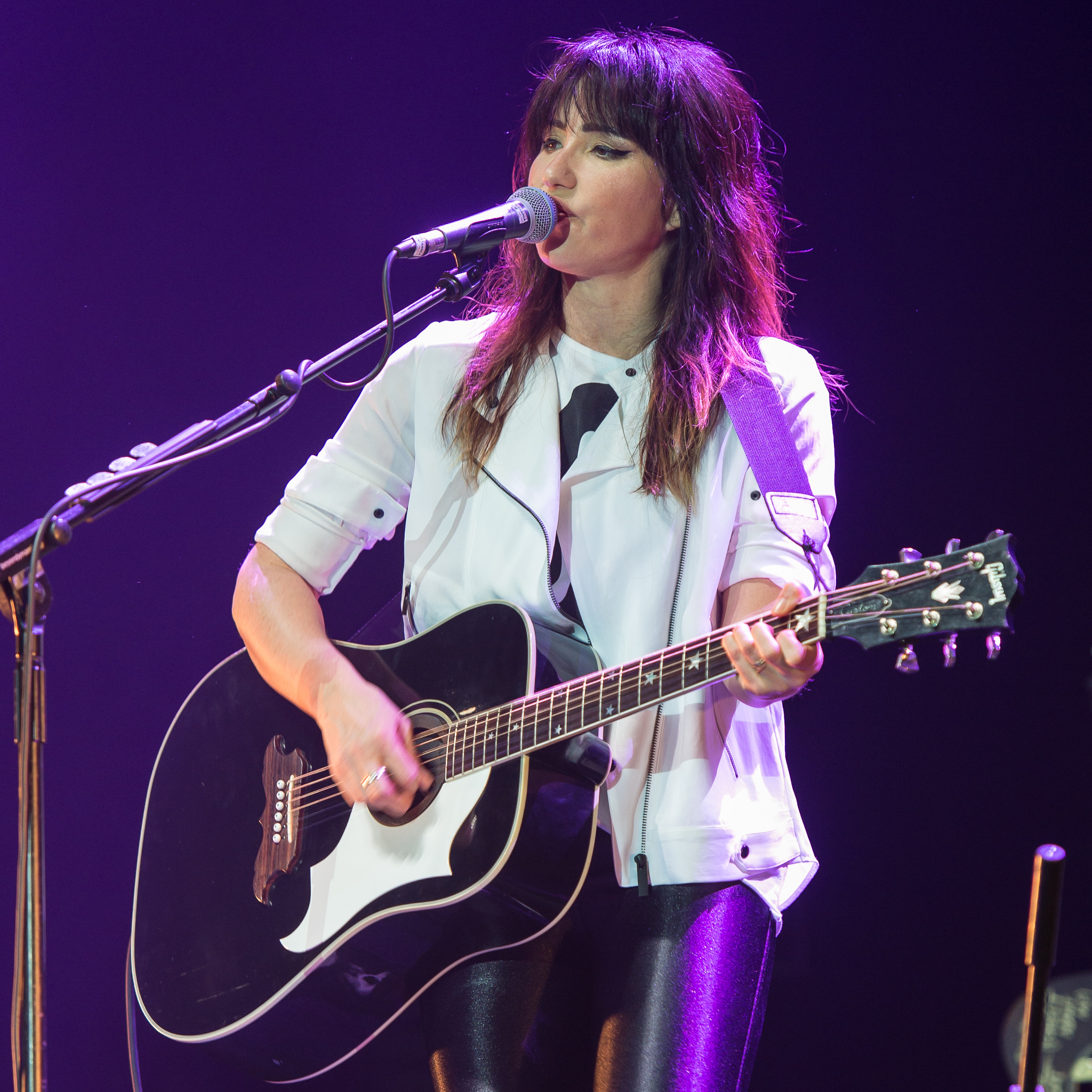
2017年

2004年にデビュー・アルバム『アイ・トゥ・ザ・テレスコープ』（Eye to the Telescope）を発売。同作の収録曲「Suddenly I See」は映画『プラダを着た悪魔』やドラマ「アグリー・ベティ」の主題歌に起用された。
2006年、ブリット・アワードで最優秀女性ソロアーティストに選ばれる。
2007年、「Black Horse And The Cherry Tree」が第49回グラミー賞で最優秀女性ポップ・ヴォーカル・パフォーマンスにノミネートされた
2024年、アイヴァー・ノヴェロ賞でアウトスタンディング・ソング・コレクション賞を受賞。アイヴァー・ノヴェロ賞での受賞は2度目。

## 音楽性
一人で全て演奏し、一人で歌うという独特なスタイルが特徴。演奏形態としては、ギターのクラッキングの音や、タンバリンの音を演奏前に録音し、リズムを取る。AKAIのループペダルを使用。
日本のアーティストにも楽曲提供経験がある。2006年にはYUKIに「バースディ」「ユメミテイタイ」（アルバム『Wave』収録）、2007年には二千花に「Barbie」（シングル『エーデルワイス』収録）を、それぞれ楽曲提供をしている。

## 私生活
2008年9月6日にスカイ島にて、バックバンドのドラマー、ルーク・バレンと結婚し、2013年に離婚した。

## ディスコグラフィ

### アルバム
- 『アイ・トゥ・ザ・テレスコープ』 - Eye to the Telescope (2004年)
- 『ドラスティック・ファンタスティック』 - Drastic Fantastic (2007年)
- 『タイガー・スーツ』 - Tiger Suit (2010年)
- 『見えざる帝国 // 三日月』 - Invisible Empire // Crescent Moon (2013年)
- 『KIN』 - KIN (2016年)
- 『WAX』 - WAX (2018年)
- 『Nut』 - Nut (2022年)

【連名作品】
- スージー・クアトロ ＆ KTタンストール - Face To Face (2023)

### コンピレーション・アルバム
- KT Tunstall's Acoustic Extravaganza (2006年)
- KT Tunstall's Acoustic Extravaganza 2 (2017年)

### ライブ・アルバム
- Live from SoHo (2008年)
- Energy Live Session: KT Tunstall (2010年)
- Live at the Wiltern (2011年)
- Live in London March 2011 (2011年)
- Live Islington Assembly Hall (2013年)
- Live at O2 Shepherds Bush Empire (2016年)

### シングル
- "Throw Me a Rope" (2004年)
- "Black Horse and the Cherry Tree" (2005年)
- "Other Side of the World" (2005年)
- "Suddenly I See" (2005年)
- "Under the Weather" (2005年)
- "Another Place to Fall" (2006年)
- "Hold On" (2007年)
- "Saving My Face" (2007年)
- "If Only" (2008年)
- "Fade Like a Shadow" (2010年)
- "(Still a) Weirdo" (2010年)
- "Glamour Puss" (2010年)
- "Feel It All" (2013年)
- "Invisible Empire" (2013年)
- "Made of Glass" (2013年)
- "Come On, Get In" (2013年)
- "Evil Eye" (2016年)
- "Maybe It's a Good Thing" (2016年)
- "Hard Girls" (2016年)
- "Love is an Ocean" (2016年)
- "It Took Me So Long to Get Here, But Here I Am" (2016年)
- "The River" (2018年)
- "Human Being" (2018年)
- "The River" (2018年)
- "Little Red Thread" (2019年)
- "Canyons" (2022年)
- "I Am the Pilot" (2022年)
- "Private Eyes" (2022年)

【連名作品】
- "Two Way" (2017年) - featuring ジェームズ・ベイ
- "Caledonia" (2021年) - featuring アラン・カミング
- "Shine a Light" (2023年) - スージー・クアトロ

### レコーディング参加
- テイク・ラヴ Take Love (2023年) - ギルバート・オサリバンのオリジナルアルバム「ドリヴン」に収録。